# 青山幸豊
青山 幸豊（あおやま よしとよ）は、江戸時代前期から中期にかけての旗本。官位は従五位下・信濃守。三河国西広瀬領主。

## 生涯
明暦2年（1656年）、青山幸正の子として誕生した。貞享3年（1686年）7月10日、家督を継ぐ。書院番頭、小姓組頭を歴任し、元禄7年（1694年）3月28日、伏見奉行となり三河加茂郡内1000石を加増される。元禄9年（1696年）1月15日、駿府城代となり、翌年加茂郡内で1000石をさらに加増され5000石を領す。
享保5年（1720年）、在職中に死去した。子の幸亮が家督を継いだ。

## 系譜
- 父：青山幸正（1620年 - 1686年）
- 母：大炊御門経孝娘
- 正室：大久保忠高娘
- 継室：大久保忠重娘
- 生母不明の子女
  - 女子：森川俊英室
  - 男子：青山幸亮